# 绵毛繁缕
绵毛繁缕（学名：Stellaria lanata）是石竹科繁缕属的植物。分布于不丹、锡金、尼泊尔以及中国大陆的西藏等地，生长于海拔2,700米至4,100米的地区，多生长于林下、草地或砾石滩，目前尚未由人工引种栽培。